# Tubularia asymmetrica
Tubularia asymmetrica är en nässeldjursart som beskrevs av Bonnevie. Tubularia asymmetrica ingår i släktet Tubularia och familjen Tubulariidae. Inga underarter finns listade i Catalogue of Life.